# Medinilla malaboensis
Medinilla malaboensis är en tvåhjärtbladig växtart som beskrevs av Bakk.f.. Medinilla malaboensis ingår i släktet Medinilla och familjen Melastomataceae. Inga underarter finns listade i Catalogue of Life.